# Норовка (Ульяновская область)
Норовка — село в Цильнинском районе Ульяновской области. Входит в Большенагаткинское сельское поселение.

## География
Расположено на севере области в междуречье рек Тимерсянка и Бирюч в месте их слияния, в 3,5 км от автодороги А151 «Цивильск — Ульяновск».
На противоположном берегу Бирюча находится деревня Степная Репьёвка (имеется автодорожный мост). На противоположном берегу Тимерсянки находится село Большое Нагаткино (имеется пешеходный мост).

## История
Симберянин Прохор Норов (основатель села) получил землю в 1675 году, но согласно описи 1678 года село Норовка в числе селений Симбирского уезда не числится. 
В 1766 году, во время Генерального межевания в селе числилось 66 дворов (233 муж. и 211 жен.).
В конце XVIII столетия Петром Яковлевичем Норовым была построена первая деревянная церковь, проданная в 1861 году в с. Крестниково. В 1863 году Алексей Васильевич Новосельцев построил каменную церковь (утрачена), с престолом в честь Покрова Пресвятые Богородицы. 
В 1780 году, при создании Симбирского наместничества, село Покровское Норовка тож, помещичьих крестьян, вошло в состав Симбирского уезда.
В 1844 году Ольга Николаевна Языкова построила винокуренный завод (не сохранился).
В 1859 году село Норовка, по проселочному тракту из г. Симбирска в с. Старые Алгаши, входило в 1-й стан Симбирского уезда Симбирской губернии.
С 1876 года в селе открыта школа. В 1894 году для школы построено новое здание (не сохранилось).

## Население
| 1766 | 1903 | 2010 |
| ---- | ---- | ---- |
| 444  | ↗572 | ↘126 |

В 1780 году 188 ревизских душ.
В 1859 году в 50 дворах жило: 225 муж. и 244 жен.;
В 1900 году в 95 дворах жило: 286 м. и 289 ж.; 
На 1903 год в селе было 93 двора (289 муж. и 283 жен.)

## Русская православная церковь
На октябрь 2015 года, в селе функционирует молитвенный дом Покрова Пресвятой Богородицы.

## Известные уроженцы
- Бурмистров, Иван Николаевич (1920—2006) — Герой Советского Союза

## Фотогалерея

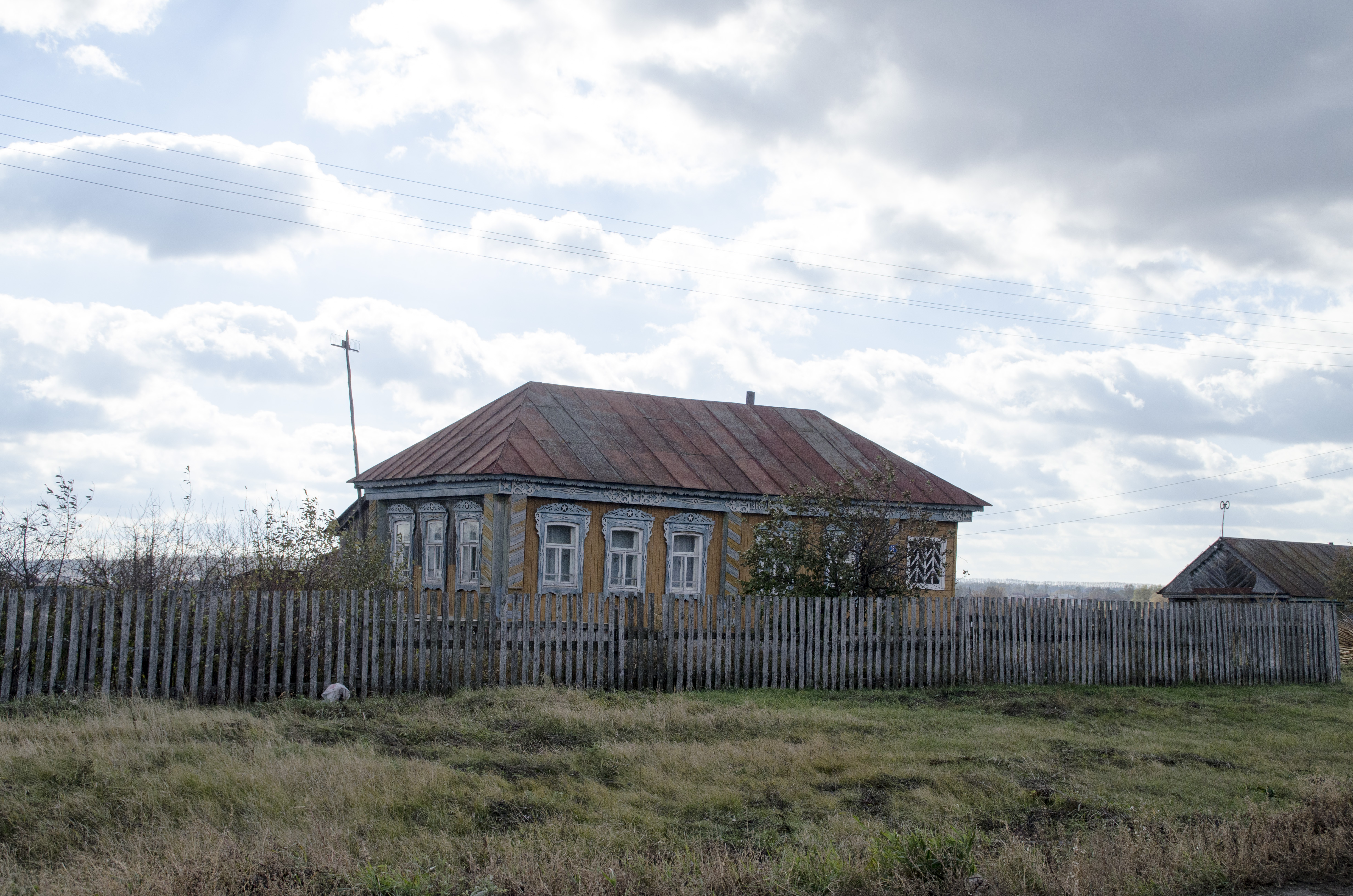
Дом на улице Центральной
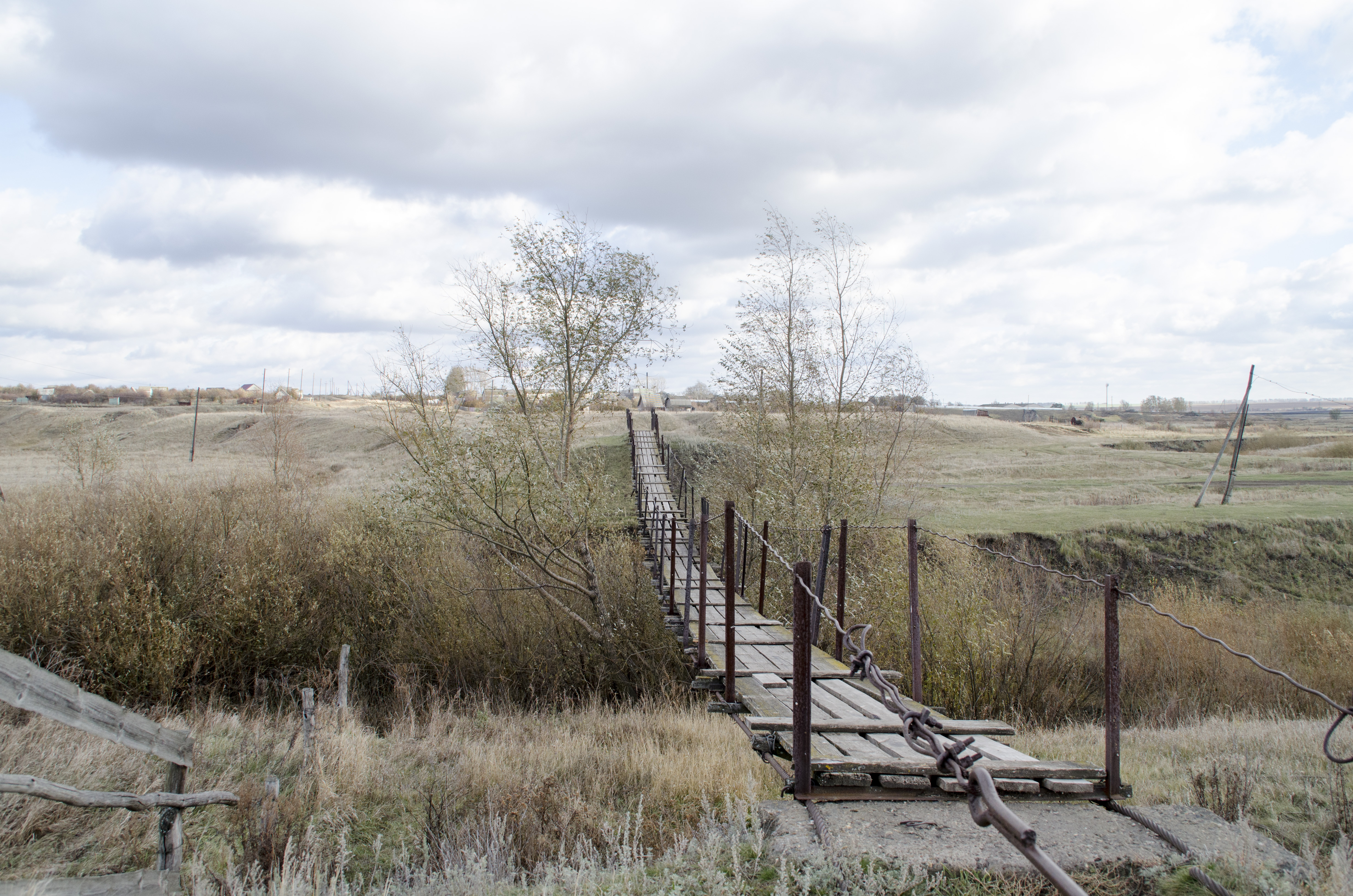
Подвесной мост в сторону села Большое Нагаткино
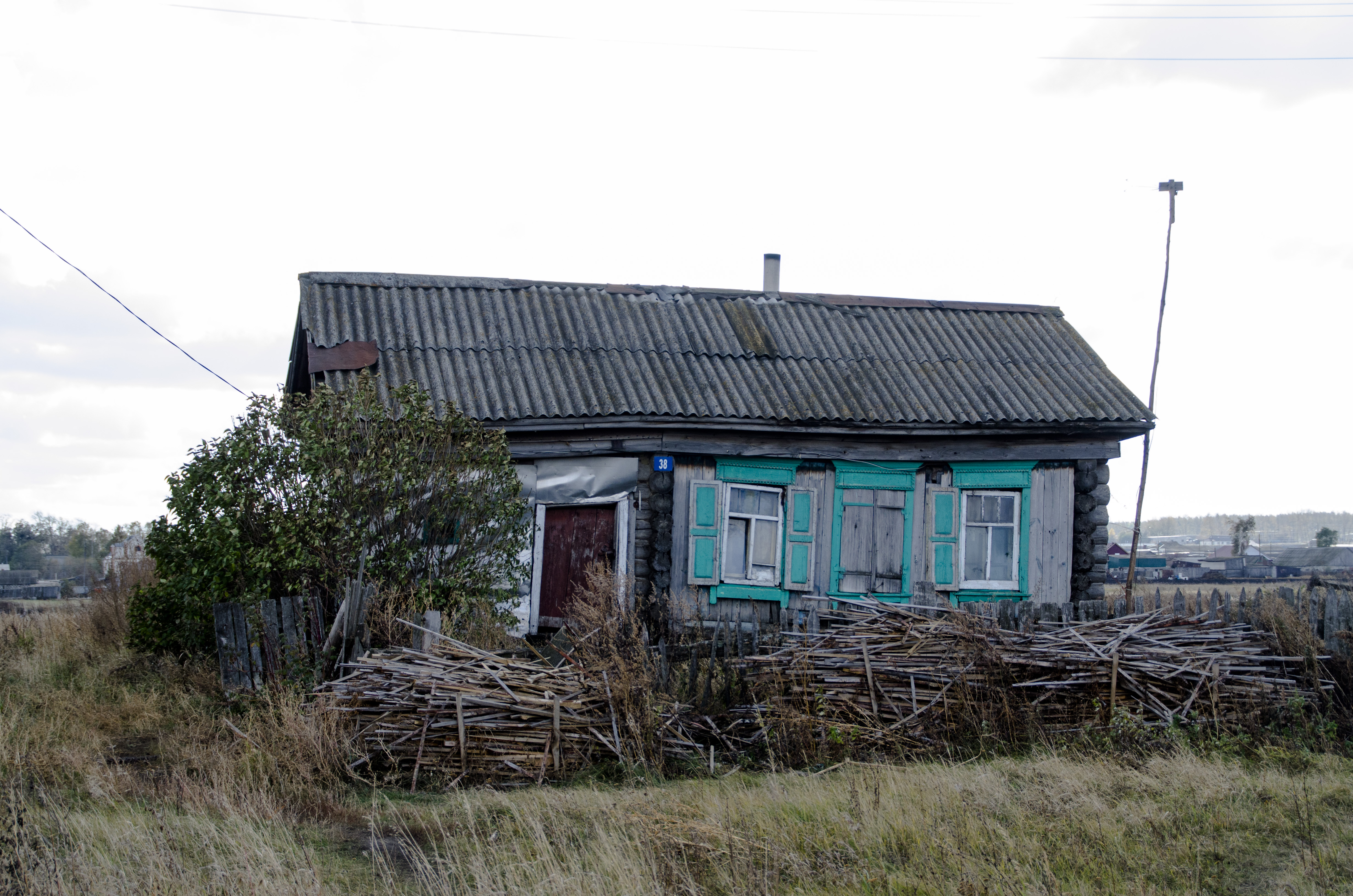
Дом на улице Центральной
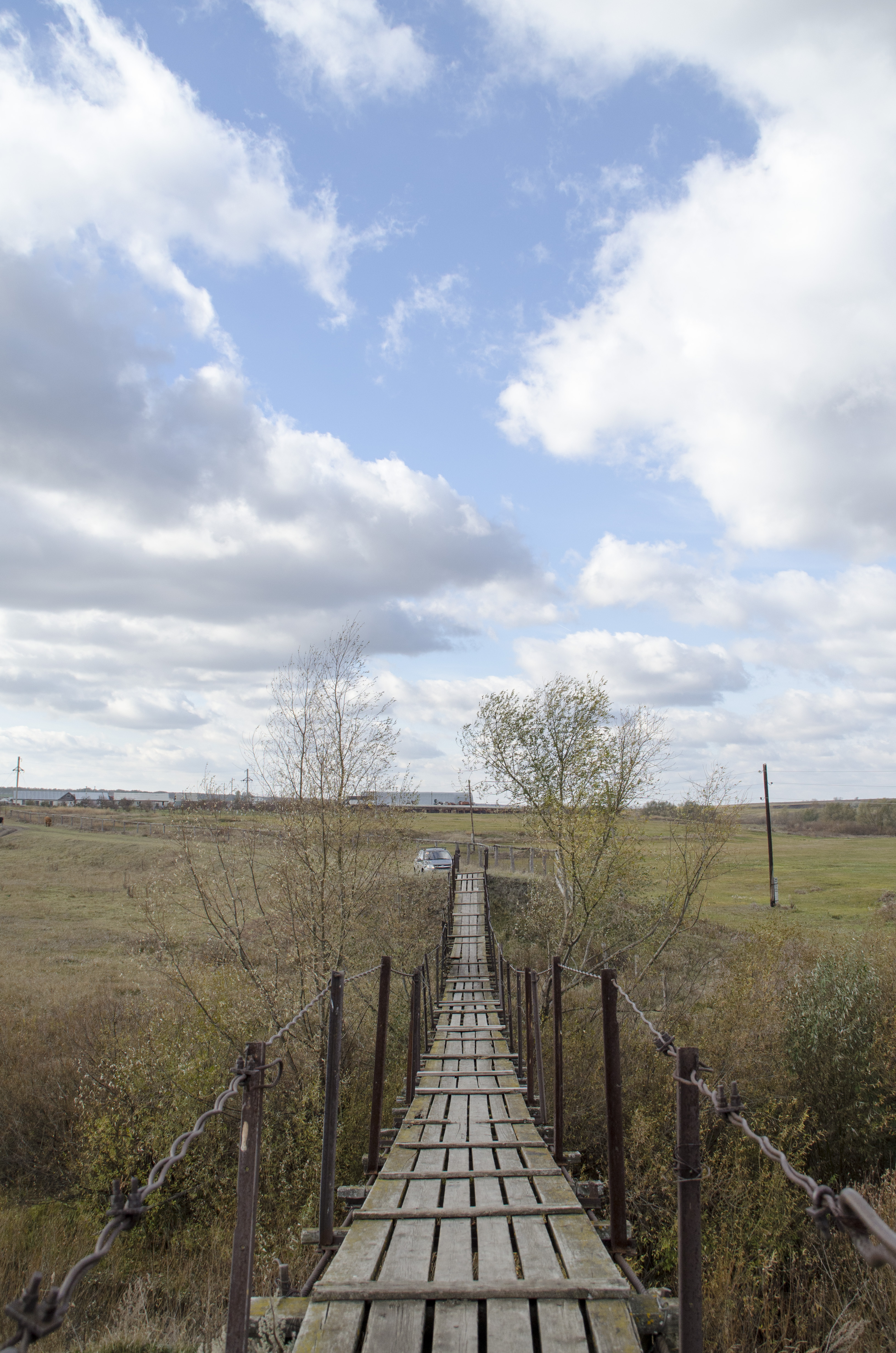
Подвесной мост , вид со стороны Большого Нагаткино